# Alan Hovhaness
Alan Hovhaness   (Somerville, 8 de març de 1911 - Seattle, 21 de juny de 2000) va ser un compositor nord-americà d'origen armeni-escocès.

## Biografia
Els pares de Hovhaness, eren Haroutioun Hovanes Chakmakjian, d'origen armeni, professor de química al Tufts College, i Madeleine Scott, una nord-americana d'ascendència escocesa. A partir de 1931 va utilitzar el cognom "Hovaness" en memòria del seu avi patern i el va canviar oficialment per "Hovhaness" cap al 1940. El jove Alan va mostrar un primer interès per la música i va començar a compondre als set anys. A principis de la dècada de 1930 va estudiar al Conservatori de Música de Nova Anglaterra amb Heinrich Gebhard (piano) i Frederick Converse (composició). El 1934 va visitar a Finlàndia Jean Sibelius, a qui admirava i que poc després es convertiria en el padrí de la seva filla.
A partir de l'any 1940 es va interessar intensament per la cultura i la música armènies; En aquella època treballava com a organista a l'Església Apostòlica Armènia St. James a Watertown (Massachusetts). Durant aquest temps va destruir un gran nombre de composicions que s'havien creat fins aquell moment. El 1942 va guanyar una beca per a la classe magistral de Bohuslav Martinů a Tanglewood. Tanmateix, Martinů havia patit recentment un greu accident que li va impedir complir amb les seves obligacions docents. En canvi, Aaron Copland i Leonard Bernstein van dirigir el seminari de composició. Durant un enregistrament de la Primera Simfonia de Hovhaness (Simfonia de l'exili), Copland va continuar xerrant en veu alta i, un cop finalitzada la gravació, Bernstein va comentar: (No suporto aquesta música barata del gueto). Hovhaness es va sentir frustrat i va deixar Tanglewood durant la seva beca. En el període següent, es va dedicar cada cop més als temes armenis, especialment als modes típics de la música armènia. Va rebre el suport de John Cage i Martha Graham, mentre va continuar treballant com a organista de l'església.
Lou Harrison va jutjar un concert el 1945 en el qual també es va tocar el concert per a piano de Hovhaness, Lousadzak:
| «              | La major part del temps no passa gairebé res més que melodies a l'uníson i baixos de drone molt llargs, que són tots molt armenis. També és molt modern per la seva senzillesa elegant i la seva integritat modal inflexible, sent, en efecte, tan ajustat i fort a la seva manera com una obra de dotze tons de tipus austríac. Tampoc hi ha harmonia, i la brillantor i l'emoció de les parts del concert per a piano es deuen completament al vigor de la idea. Realment es necessita una sonoritat musical per inventar una successió d'idees estimulants dins dels límits d'un mode inalterat i sense canviar el to de casa. La majoria de les vegades no passa gairebé res, a part de melodies a l'uníson sobre baixos de drone molt llargs, que sembla molt armeni. Al mateix temps, és molt modern en la seva elegant senzillesa i la seva unitat modal inquebrantable i en el seu estil tan convincent com una composició de dotze tons a l'estil de l'Escola de Viena. No hi ha esdeveniments harmònics i la brillantor i, de vegades, els esclats violents del concert per a piano estan en completa harmonia amb l'expressivitat de la idea. De fet, cal una sonoritat musical per desenvolupar una seqüència estimulant d'idees dins dels límits d'un mode inalterat i per fer-ho sense canviar la tonalitat. | » |
| — Lou Harrison | |   |

Tanmateix, encara hi havia veus crítiques:
| «                          | Els serialistes hi eren tots. I també ho eren els americanistes, tant el grup d'Aaron Copland com el de Virgil. I aquí hi havia una cosa que havia sortit de Boston de la qual cap de nosaltres no havia sentit mai i era completament diferent de cap dels dos. Hi va haver gairebé un motí al vestíbul [durant l'entreacte]: tothom cridava. Un autèntic "whoop-dee-doo. | » |
| — Miller i Lieberman, 1998 | |   |

A partir de 1948, Hovhaness va ensenyar al Conservatori de Boston durant tres anys. A partir de 1951 es dedicà quasi íntegrament a la composició. El 1954 va escriure la partitura de l'obra de Broadway The Flowering Peach de Clifford Odets, i després va escriure dues partitures per a documentals de la NBC.
El seu major èxit fins ara va ser l'estrena de la seva segona simfonia, Mysterious Mountain, per la Houston Symphony el 1955, que va ser encarregada per Leopold Stokowski. El mateix any, MGM Records va publicar enregistraments de diverses de les seves obres. De 1956 a 1958, Hovhaness va ensenyar composició a l'Eastman School of Music.
De 1959 a 1963, Hovhaness va emprendre una sèrie de viatges de recerca a l'Índia, Hawaii, Japó i Corea del Sud per conèixer les tradicions musicals d'aquests països. A principis de la dècada de 1970 es va traslladar definitivament a Seattle, després d'haver estat ja compositor resident de la Seattle Symphony el 1966/67. L'erupció del mont St. Helens l'any 1980 el va inspirar a escriure una simfonia del mateix nom (el número 50, una de les seves obres més conegudes).
El 1977 va ser elegit membre de l'Acadèmia Americana d'Arts i Lletres.

## Obra
La música d'Alan Hovhaness és accessible fins i tot per a l'oient sense educació i desenvolupa el seu efecte sobretot a través d'una actitud bàsica que sovint sembla contemplativa i mística, una alta proporció d'elements repetitius i clímaxs solemnes i de tipus coral. Integra la música de moltes cultures i, a més de les influències europees (que s'expressen en l'ús de claus d'església o passatges fugals), per exemple, reprèn modes armenis i elements de les cultures musicals asiàtiques. Malgrat els ocasionals experiments àtons o ocasionals dodecafònics, Hovhaness es va sentir compromès amb la tonalitat.